# Église de la Transfiguration de Krivaja
Pour les articles homonymes, voir Église de la Transfiguration.
L'église de la Transfiguration de Krivaja (en serbe cyrillique : Црква Преображења у Криваји ; en serbe latin : Crkva Preobraženja u Krivaji) est une église orthodoxe serbe située à Krivaja, sur le territoire de la ville de Šabac et dans le district de Mačva, en Serbie. Elle est inscrite sur la liste des monuments culturels de grande importance de la république de Serbie (no SK 364),,.

## Présentation

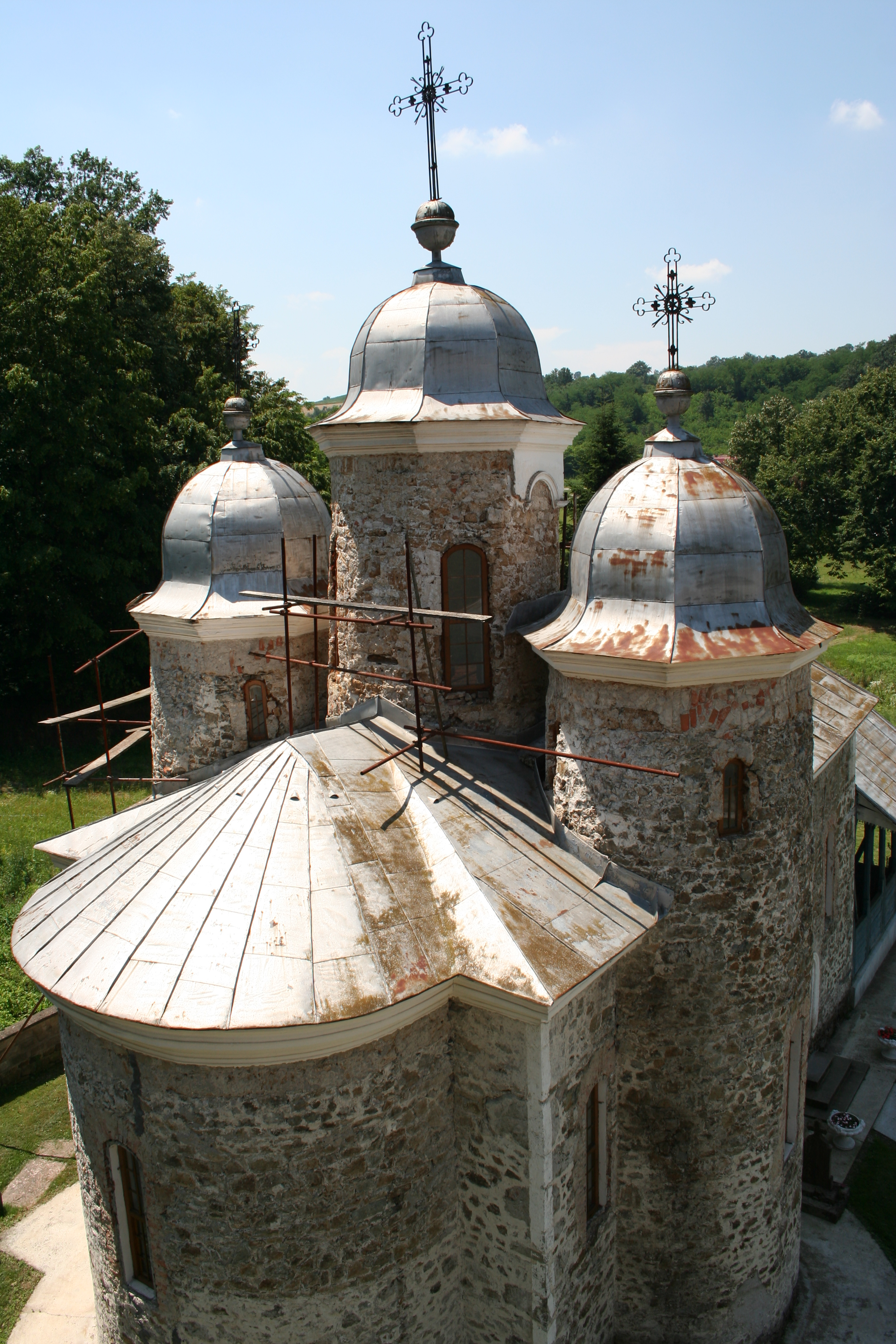
Le chevet et les dômes de l'église.

L'église se trouve au pied du mont Cer. Elle apparaît dans les sources depuis le XVIe siècle et, du XVIe au XVIIIe siècle, elle a été l'église d'un monastère alors connu sous le nom de Krivojnik Dobrinje,. Elle a reçu son apparence actuelle en 1790 commandités par le prince Ranko Lazarević, avec l'aide des higoumènes des monastères de Radovašnica, Kaona, Čokešina et Petkovica,.
L'église s'inscrit dans un plan tréflé ; elle est constituée d'une nef prolongée par une grande abside demi-circulaire et précédée par un petit narthex et un porche en bois ouvert. L'édifice est surmonté de trois dômes polygonaux : deux au-dessus des chapelles latérales du chœur, une troisième au-dessus de la partie centrale de la nef. Les façades sont dépourvues de décoration particulière,. Le porche en bois est considéré comme l'un des chefs-d'œuvre des bâtisseurs.

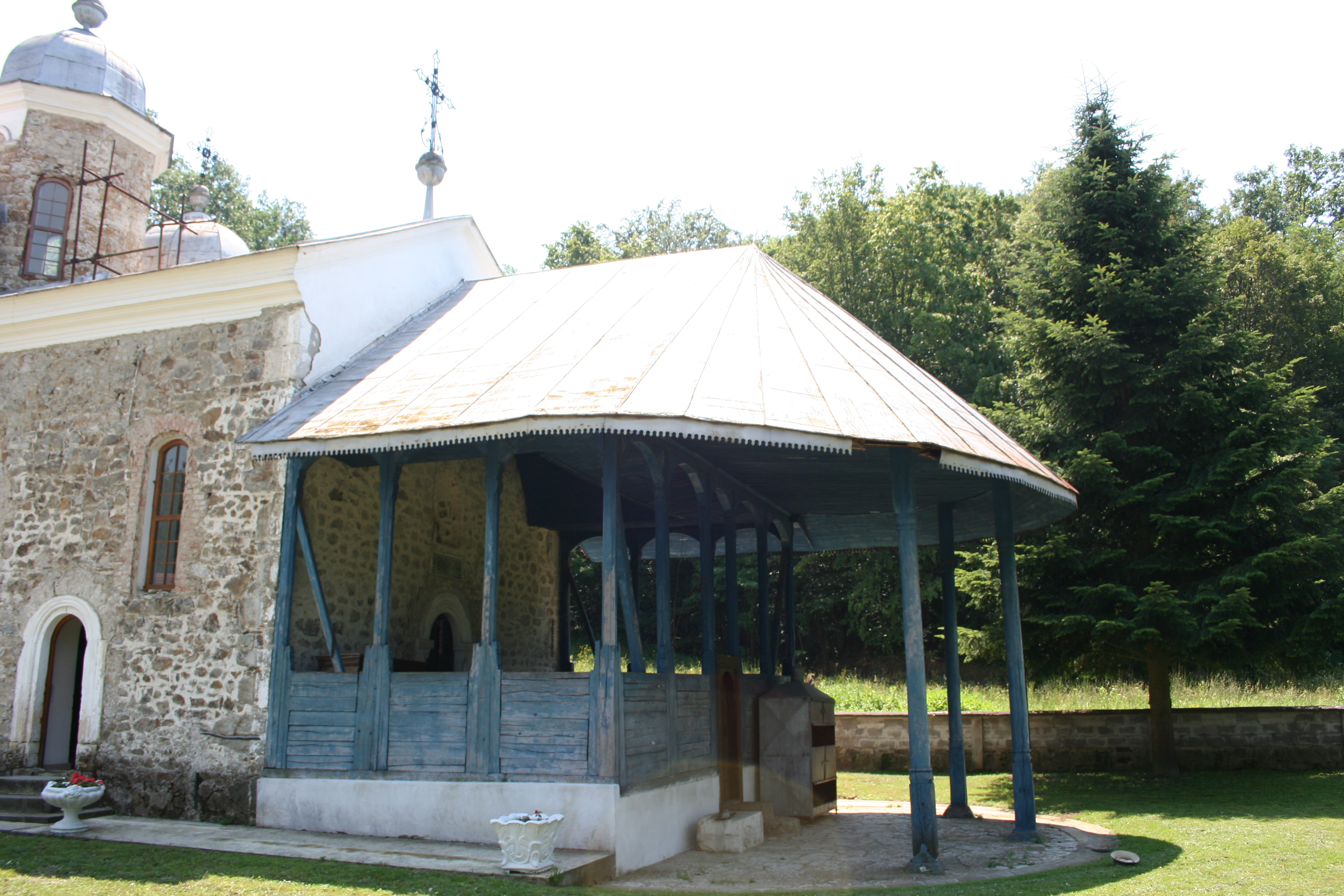
Détail du porche en bois

À l'intérieur, la décoration peinte a été réalisée par un groupe d'artistes de l'entourage de Hadži-Ruvim et de Petar Nikolajević Moler.

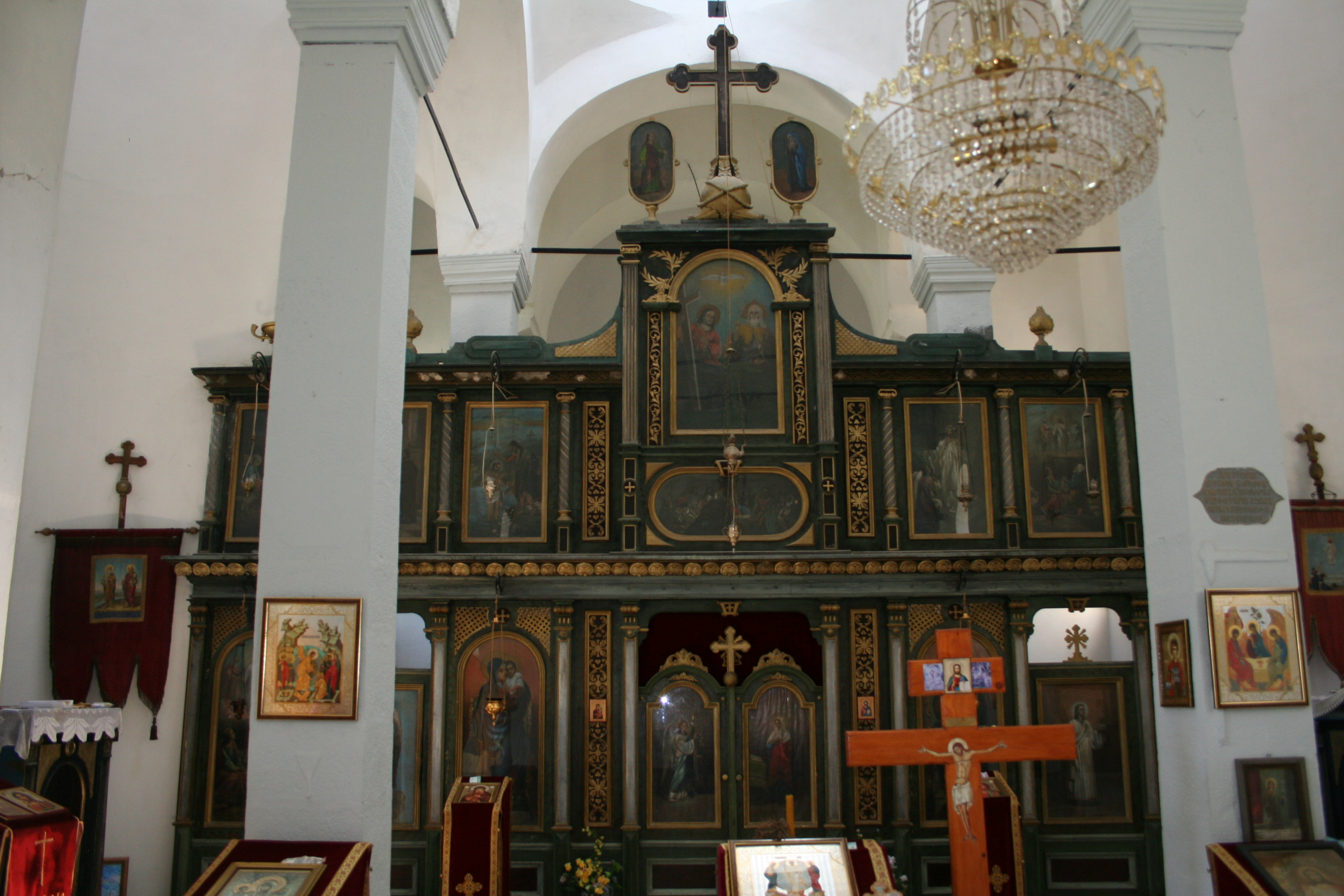
L'iconostase de l'église